# Шесть пенсов

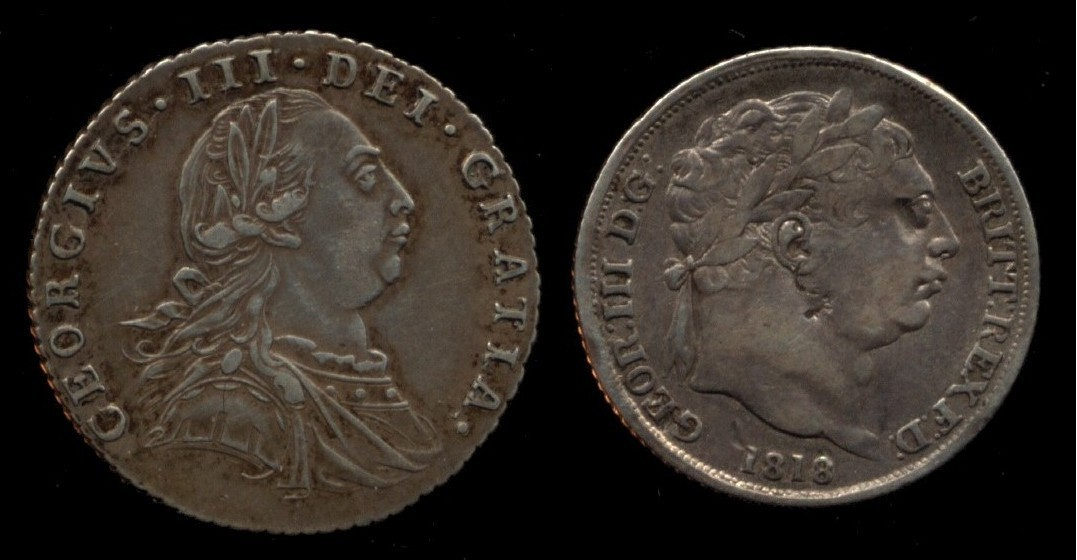
Монеты шесть пенсов 1787 и 1818 года с портретом Георга III

Шесть пенсов (англ. Sixpence) — английская, затем британская монета. В Англии называлась также tanner и полшиллинга (англ. half-shilling). Чеканилась с 1551 года по 1970 год. До 1946 года чеканилась из серебра, затем из медноникелевого сплава. Выведена из обращения после введения десятичной денежной системы в Великобритании. Равнялась 2,5 новым пенсам, но поскольку такой монеты не было в обращении, два шестипенсовика (см. Шиллинг) можно было обменять на новую монету в пять пенсов. Фактически находилась в обращении до 1980 года. Чеканилась также в колониях Великобритании и некоторых территориях, принадлежавших ей.
Гитарист Брайан Мэй (Queen) предпочитает играть не медиатором, а шестипенсовой монетой; хотя она вышла из обращения, однако в 1993 Мэй заказал небольшую партию таких монет в качестве сувенира.
С 2016 года возобновлена чеканка серебряных шестипенсовиков, традиционно предназначенных для свадебных и рождественских подарков. Формально являются законным платёжным средством (хотя и не используются в обращении), имеют номинал 6 новых (десятичных) пенсов (6p).

## Галерея

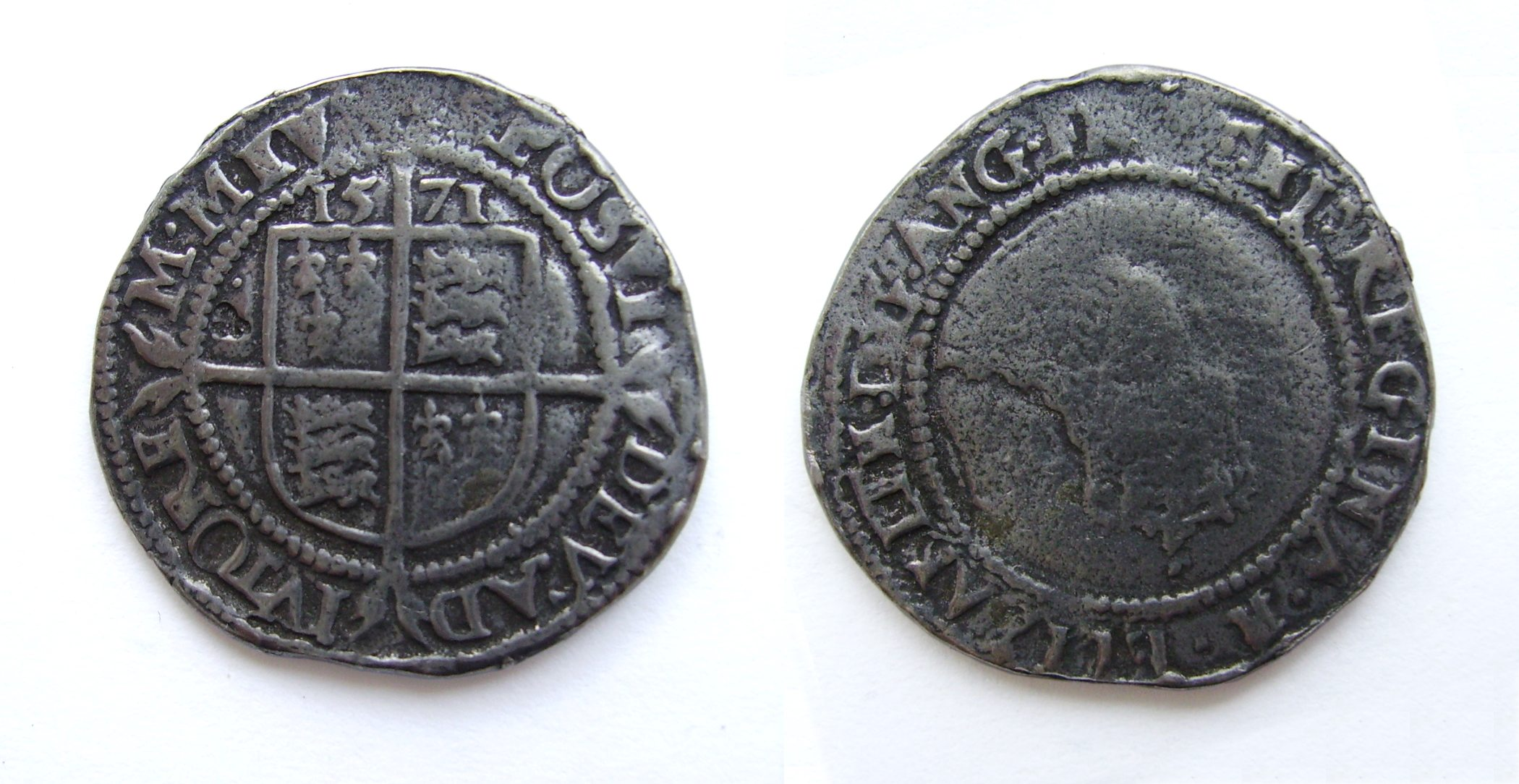
Шестипенсовик 1571 года (Елизавета I)
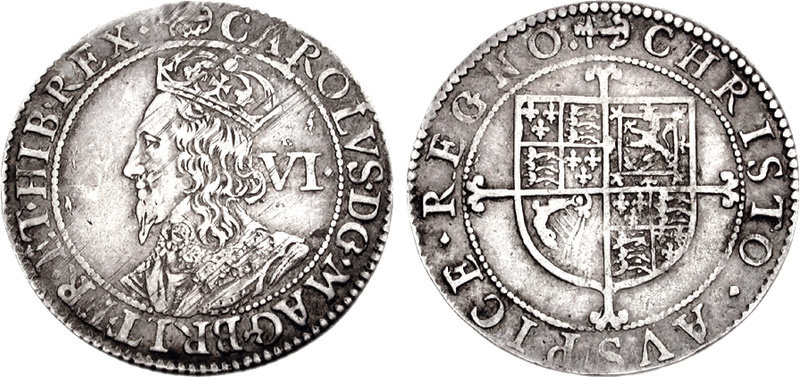
Шестипенсовик Карла I
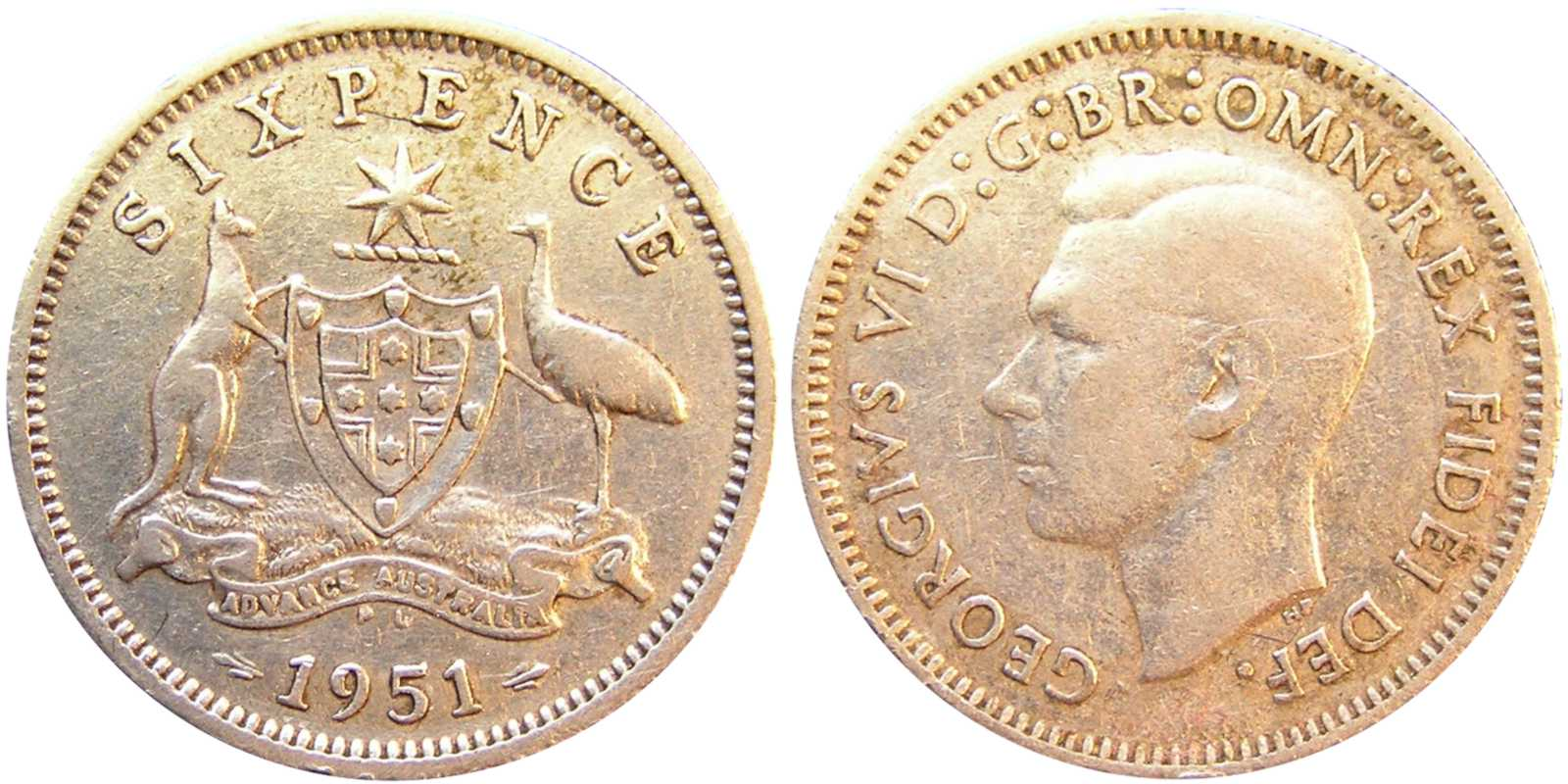
Австралийские 6 пенсов Георга VI
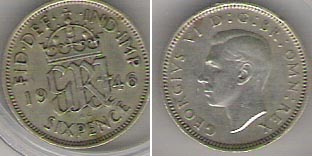
Британские 6 пенсов Георга VI
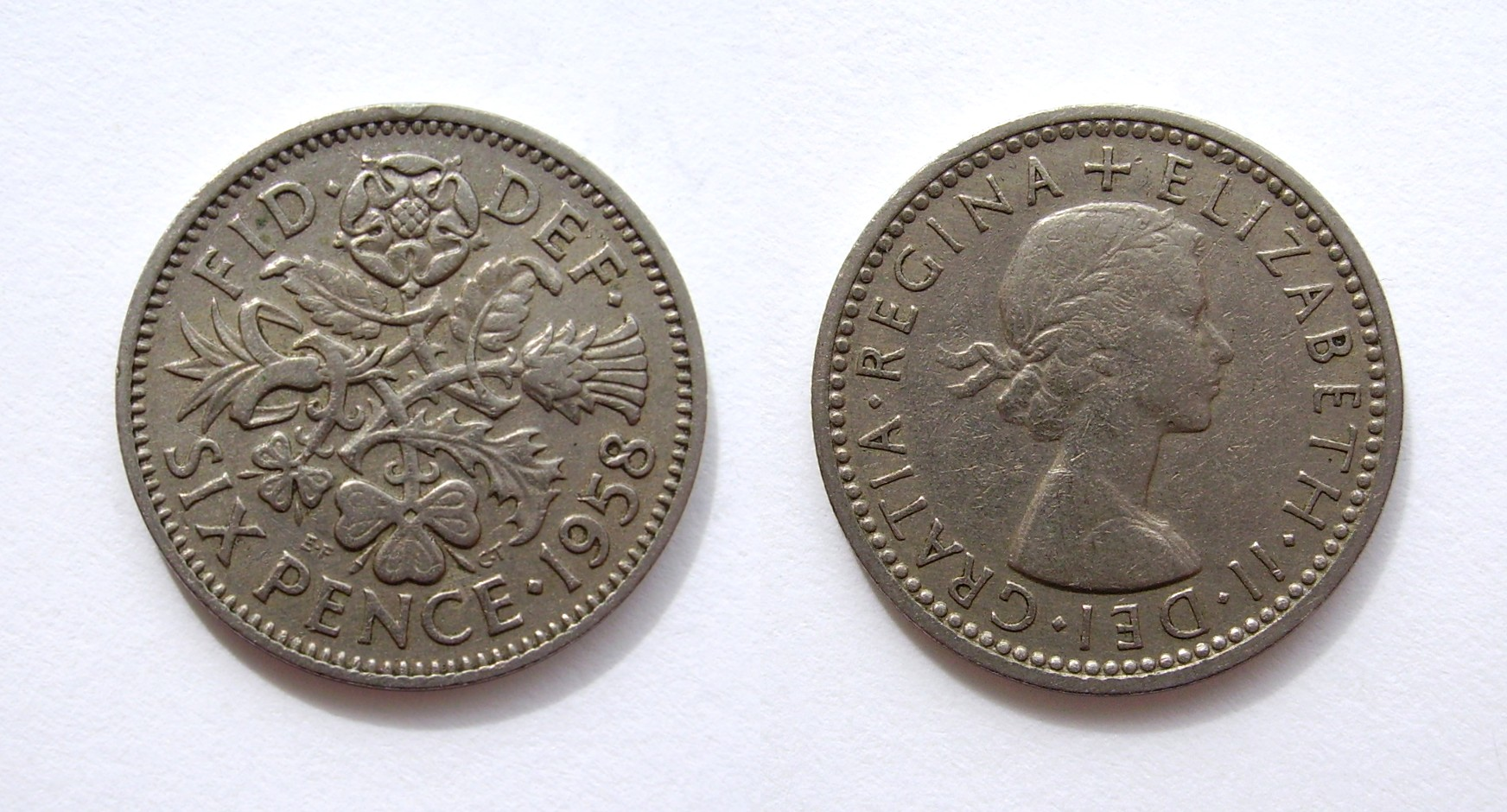
6 пенсов Елизаветы II